# Vertheuil

Vertheuil este o comună în departamentul Gironde din sud-vestul Franței. În 2009 avea o populație de 1.200 de locuitori.

## Evoluția populației
| An        | 1975 | 1982 | 1990  | 1999  | 2006  | 2009  |
| --------- | ---- | ---- | ----- | ----- | ----- | ----- |
| Populație | 753  | 910  | 1.075 | 1.068 | 1.143 | 1.200 |